# Венис (Лос-Анджелес)
Ве́нис, Венеция (англ. Venice) — район в западной части Лос-Анджелеса (штат Калифорния, США), известный своими каналами. Расположен к югу от Санта-Моники и к северу от международного аэропорта Лос-Анджелеса.
Основан Эбботом Кинни в 1905 году как приморский курортный город и оставался таковым, пока не был включён в состав Лос-Анджелеса в 1926 году. 

## География

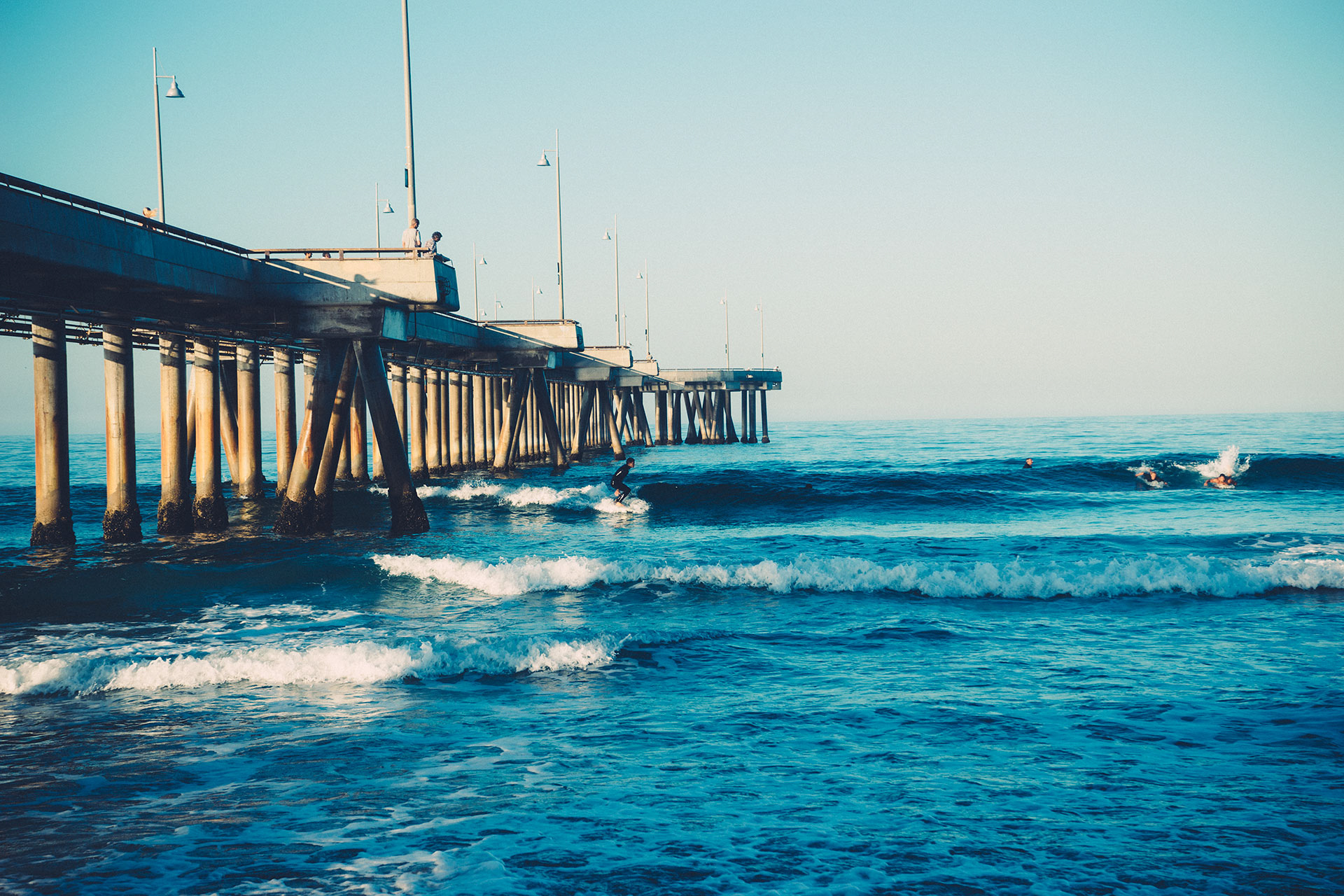
Рыбацкий пирс в Венисе

Венис ограничен на северо-западе городской чертой Санта-Моники. Северная оконечность района находится на Уолгроув-авеню и Роуз-авеню, примыкающих к аэропорту Санта-Моники. На востоке граница проходит с севера на юг по Уолгроув–авеню до восточной оконечности района на улице Занья, таким образом, включая поле для гольфа Penmar, но исключая среднюю школу Венис. Граница проходит по бульвару Линкольна до Адмиралтейской дороги, исключая всю территорию Марина-дель-Рей, на юг до Баллона-Крик.

## Климат

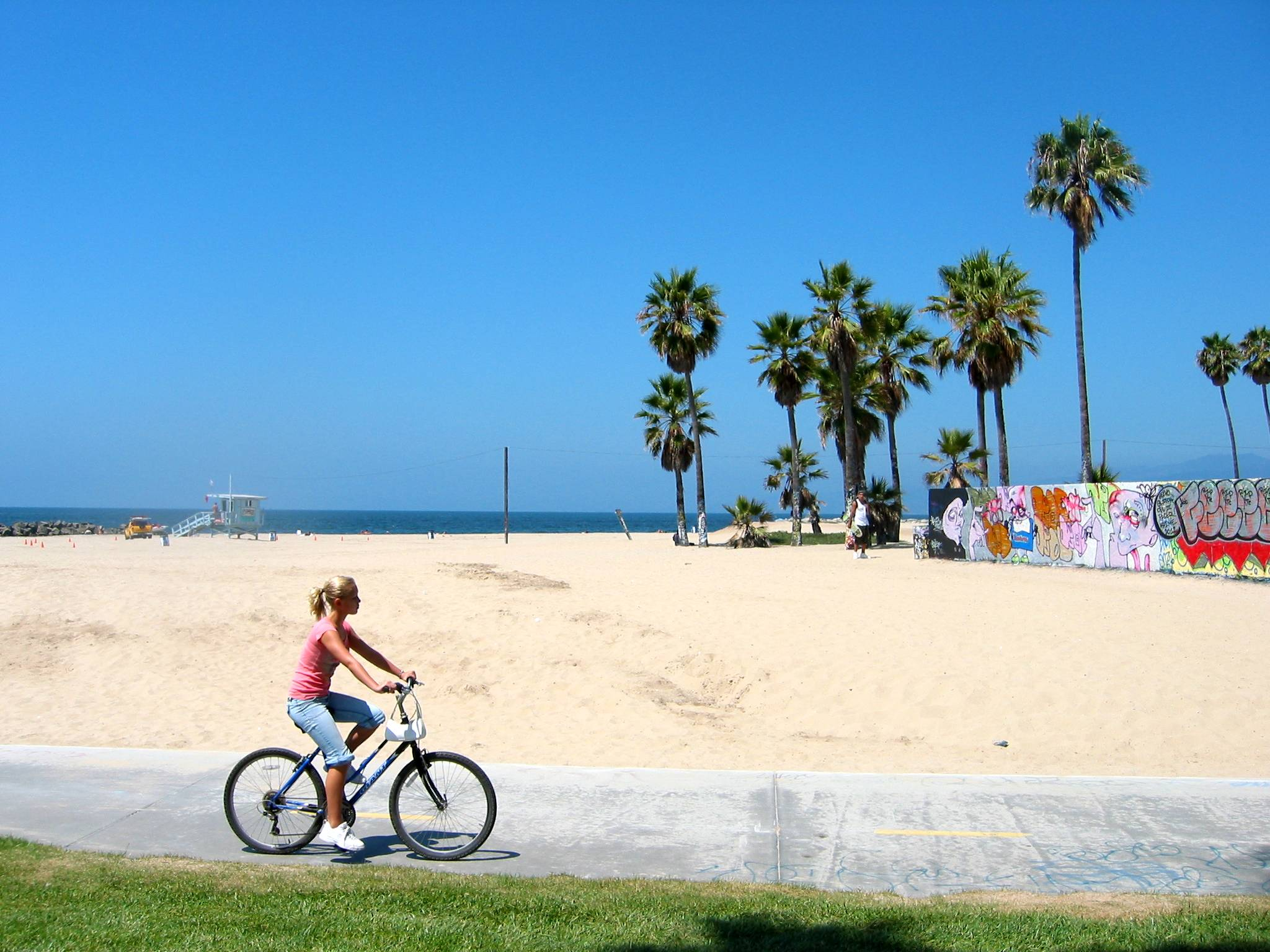
Венис-бич

Как и во многих других прибрежных районах Южной Калифорнии, в Венисе преобладает средиземноморский климат с мягкой влажной зимой и теплым сухим летом. Температура круглый год умеренная, и в окрестностях более 300 солнечных дней в году. Из-за сезонного отставания осень в Венисе обычно теплее весны. Из-за прибрежного расположения утренний туман является обычным явлением в мае и июне, а иногда в июле и августе. У жителей Лос-Анджелеса есть особая терминология для обозначения этого явления: майская серость, июньский мрак, июль без неба и августовский туман; во время этих явлений туман обычно рассеивается к полудню, но может сохраняться и весь день. Рекордно высокая температура за все время ― 110 °F (43 °C) наблюдалась 27 сентября 2010 года, в то время как рекордно низкая температура ― 32 °F (0 °C) ― была зафиксирована 14 января 2007 года.

## Архитектура
Ввиду того, что город задумывался как имитация Венеции, здесь расположено много зданий в стиле итальянского Возрождения. Особенно это заметно на Уиндворд-авеню, где тротуары по обеим сторонам улицы частично покрыты сводчатыми галереями. Подобные здания первоначально образовывали непрерывную галерею от набережной до бывшей лагуны, но после аннексии Лос-Анджелес осудил их строительство. Только благодаря усилиям местных специалистов по охране окружающей среды удалось сохранить те немногие здания, которые сохранились до наших дней, хотя многие из них были существенно изменены.
Дизайнеры Чарльз и Рэй Имзы имели свои офисы в гараже Bay Cities на бульваре Эббот Кинни с 1943 года, когда он еще был частью бульвара Вашингтон; продукция Eames также производилась там до 1950-х годов. Интерьер кирпичного здания был переработан Фрэнком Израэлем в 1990 году как творческое рабочее пространство, которое сделало интерьер более открытым и создало обзорные линии по всему зданию.
Первоначально архитектурная галерея, расположенная в венецианском доме лауреата Притцкеровской премии архитектора и основателя SCI–Arc, Тома Мэйна, просуществовала всего десять недель в 1979 году и представила новые работы начинающих архитекторов Фрэнка Гери, Эрика Оуэна Мосса и Morphosis. Триплекс Indiana Avenue Houses/Arnoldi, построенный на длинном узком участке в 1981 году, был спроектирован Фрэнком Гери в сотрудничестве с художниками Лэдди Джоном Диллом и Чарльзом Арнольди. Фрэнк Гери спроектировал несколько известных домов в Венис, например дом Джейн Спиллер (завершен в 1979 году) и Дом Нортонов (построен в 1984 году) на Венис-Бич. В 1994 году скульптор Роберт Грэм спроектировал похожую на крепость художественную студию и резиденцию для себя и своей жены, актрисы Анжелики Хьюстон, на Уиндворд-авеню.

## Культура

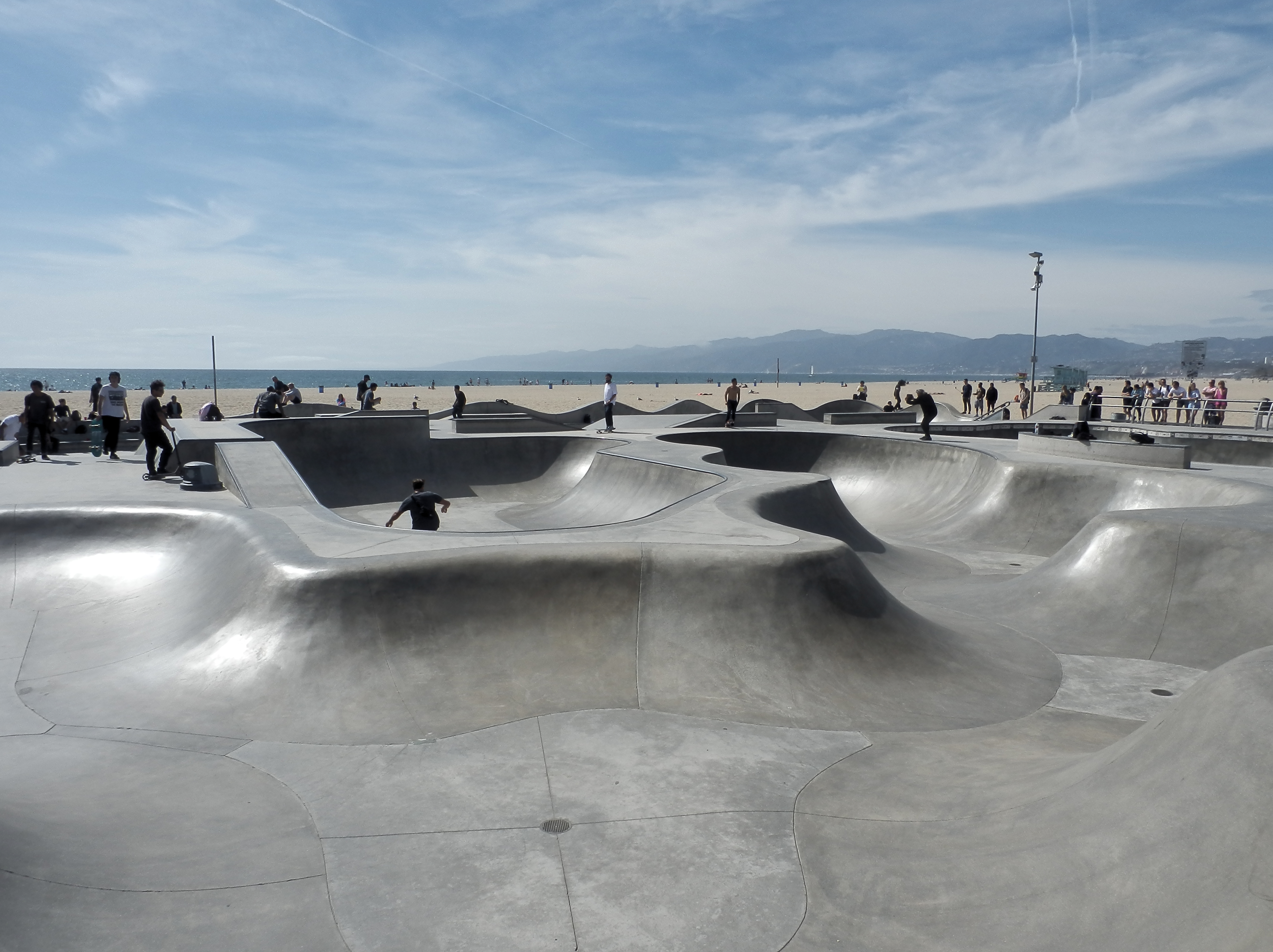
Скейтпарк в Венис-бич

Венис известен как излюбленное место для творческих людей. В 1950-х и 1960-х годах он стал центром поколения битников. Здесь произошел взрыв поэзии и искусства, который продолжается и по сей день. Среди известных писателей и художников на протяжении десятилетий были Стюарт Перкофф, Джон Томас, Фрэнк Т. Риос, Тони Сибелла, Лоуренс Липтон, Джон Хааг, Сол Уайт, Миллисент Борхес, Роберт Фаррингтон, Филомена Лонг и Том Сьюэлл.
В 1970-х годах художник-перформансист Крис Берден создал несколько своих ранних новаторских работ в Венисе. Среди других известных художников, которые содержали студии в этом районе, были Чарльз Арнольди, Жан-Мишель Баския, Джон Балдессари, Ларри Белл, Билли Эл Бенгстон, Джеймс Георгопулос, Деннис Хоппер и Эд Руша. Организованная музеем Хаммера в течение одного уик-энда в 2012 году, биеннале Венис-Бич под открытым небом (по аналогии с Венецианской биеннале в Италии) собрала вместе 87 художников, в том числе проекты известных художников, таких как Эван Холлоуэй, Барбара Крюгер. В 1980-х и 1990-х годах набережная Венис-Бич стала меккой для уличных выступлений, превратившись в популярную туристическую достопримечательность. Ежедневно здесь можно было увидеть жонглеров бензопилой, брейк-дансеров, акробатов и комиков, таких как Майкл Кольяр.